# Anthonotha gabunensis
Anthonotha gabunensis är en ärtväxtart som beskrevs av J.Leonard. Anthonotha gabunensis ingår i släktet Anthonotha och familjen ärtväxter. Inga underarter finns listade i Catalogue of Life.